# Марија Антоанета (филм из 1938)
Марија Антоанета (енгл. Marie Antoinette) филм је из 1938. године.

## Улоге
| Глумац          | Улога                    |
| --------------- | ------------------------ |
| Норма Ширер     | Краљица Марија Антоанета |
| Тајрон Пауер    | Аксел фон Ферсен млађи   |
| Џон Баримор     | Краљ Луј XV              |
| Роберт Морли    | Краљ Луј XVI             |
| Анита Лујс      | Марија Лујза Савојска    |
| Жозеп Шилдкраут | Луј Филип II Орлеански   |
| Гледис Џорџ     | Мадам ди Бари            |
| Хенри Стивенсон | Конт Мерси               |
| Барнет Паркер   | Кардинал Рохан           |
| Џорџ Мекер      | Максимилијан Робеспјер   |
| Скоти Бекет     | Луј XVII                 |
| Рут Хаси        | Јоланда Поластрон        |